# 阿盧克斯內區
阿盧克斯內區（Aluksnes rajons）是拉脫維亞東北部的一個已废置的区份。面積2,243平方公里。人口24,641人。区府阿盧克斯內。下分2市18村。
拉脫維亞於2009年撤销了所有的区份，并改制为市镇。